# Oliver Plaschka
Oliver Plaschka (* 1975 in Speyer) ist ein deutscher Schriftsteller und Übersetzer.

## Leben
Plaschka studierte Anglistik und Ethnologie in Heidelberg und schloss sein Studium 2009 mit einer Promotion über pastorale Motive in der fantastischen Literatur ab. Er arbeitete als Lehrbeauftragter an der Universität Heidelberg. Seit 2013 schreibt er auch für Perry Rhodan Neo. 2015 war er Gast des Erlanger Poetik-Kollegs.

## Bibliographie
- Fairwater oder die Spiegel des Herrn Bartholomew. Verlag Feder und Schwert, 2007, ISBN 978-3-86762-011-6.
- mit Ulrich Drees: Narnia – Das Rollenspiel. Brendow, 2008, ISBN 978-3-86506-214-7.
- mit Matthias Mösch und Alexander Flory: Der Kristallpalast. Feder und Schwert, 2010, ISBN 978-3-86762-076-5.
- Die Magier von Montparnasse. Klett-Cotta, 2010, ISBN 978-3-608-93874-6.
- Das Licht hinter den Wolken. Klett-Cotta, 2013, ISBN 978-3-608-93916-3.

- Das öde Land und andere Geschichten vom Ende der Welt. Verlag Torsten Low, 2015, ISBN 978-3-940036-33-9.
- Marco Polo: Bis ans Ende der Welt. Droemer, 2016, ISBN 978-3-426-28138-3.
- Fairwater: Die Spiegel des Mr. Bartholomew. überarbeitete Neuausgabe. Knaur, 2018, ISBN 978-3-426-52169-4.
- mit M. Mösch und A. Flory: Der Kristallpalast. redigierte Neuausgabe. Verlag ohneohren, Wien 2018, ISBN 978-3-903006-51-5.
- Der Wächter der Winde. Klett-Cotta, 2019, ISBN 978-3-608-96243-7.

## Übersetzungen (Auswahl)
- Stephen Chbosky: Das also ist mein Leben. (The Perks of Being a Wallflower). 2011.
- Marcel Theroux: Weit im Norden (Far North). 2011.
- Cory Doctorow: Little Brother – Homeland (Homeland). 2013.
- Michael J. Sullivan: Zeitfuge (Hollow Earth). 2015.
- Ray Bradbury: S is for Space (S is for Space). 2017.
- Peter S. Beagle: In Kalabrien (In Calabria). 2018.

## Auszeichnungen
- 2008 Deutscher Phantastik Preis: bestes deutschsprachiges Romandebüt für Fairwater[4]
- 2014 Deutscher Phantastik Preis: Shortlist-Nominierung für Das Licht hinter den Wolken[5]
- 2014 Phantastik-Literaturpreis Seraph: Shortlist-Nominierung für Das Licht hinter den Wolken[6]
- 2016 Deutscher Phantastik Preis: beste deutschsprachige Kurzgeschichte für Das öde Land[7]
- 2017 Goldener Homer in der Kategorie Historische Biografie für Marco Polo: Bis ans Ende der Welt[8]